# Oucz Darre
Oucz Darre – wieś w Iranie, w ostanie Azerbejdżan Zachodni, w szahrestanie Szahin Deż. W 2006 roku liczyła 74 mieszkańców.